# Tau-kors
Tau-kors er en speciel type kors. I Assisi og i forbindelsen med franciskanerordenen ser man ofte en særlig udformning af korset i form af et T ofte med arme, der bliver bredere udad og er skråt afskårne.
Denne korsform har navn efter det græske bogstav 'tau'.
Frans af Assisi mødte først denne korsform, da han tog sig af de spedalske. I den sammenhæng brugte han og hans medarbejdere korset i denne form som en talisman, der skulle beskytte mod smitte. Det blev hans fortrukne form for kors, som både mindede ham om Kristi lidelse og også forpligtelsen til at tage sig af de mindste, de spedalske og andre udstødte på hans tid.
Brugen af denne korsform fik en særlig understregning, da pave Innocens III åbnede det 4. Laterankocil i 1215 og der brugte opfordringen fra Ezekiels bog 9,4 til retfærdighed. I det pågældende bibelvers hedder det, at de retfærdige skal kendes på et tegn på deres pande, og ordet tegn er i Vulgata blevet oversat med 'thau' ("Transi per mediam civitatem in medio Ierusalem et signa thau super frontes virorum gementium et dolentium super cunctis abominationibus, quae fiunt in medio eius".)
Denne brug af ’tau’ som symbol på reform og retfærdighedssøgen tog franciskanerne til deres hjerte. I dag er denne korsform blevet særegen for franciskanerne.
Det bæres ofte som pilgrimstegn udskåret i oliventræ, båret i en snor med tre knuder, svarende til de tre knuder, som franciskanerne har på den snor, de bærer om livet, og som ses som symbol på de tre munkeløfter, kyskhed, lydighed og fattigdom.